# 니이타베노 히메미코
니이타베노 황녀(일본어: 新田部皇女, ?~699)본명은 니이타베노 히메미코 로 덴지 천황과 비 아베노타치바나노이라츠메(阿倍橘娘)의 7황녀 로 태어났다.

## 가족
- 부:덴지 천황
- 모: 아베노 타치바나노 이라츠메
  - 남편:덴무 천황
    - 아들:도네리 친왕